# Lia Torá
Lia Torá, nome artístico de Horácia Corrêa D'Ávila (Rio de Janeiro, 12 de maio de 1903 – 24 de maio de 1972), foi uma bailarina e atriz brasileira, uma das primeiras a atuar em Hollywood, após ter vencido um concurso realizado, em 1927, pela Fox.

## Biografia

### Primeiros anos
Nasceu em 1903 no bairro carioca de São Cristóvão, filha de pai português e mãe espanhola.
Em Barcelona cursou a Academia de Bailados. Logo integrou o elenco da Companhia Velasco de teatro de revista, que gozava de fama internacional.

### Casamento
Em 1924, numa turnê da companhia no Brasil, conheceu o comerciante e piloto de automóveis Júlio Moraes, herdeiro de uma das maiores fortunas do país. Ele já era casado e com mais de quarenta anos, mas acabou se separando e se casando com Torá. Em abril de 1925, tiveram dois meninos gêmeos: Mário Júlio e Júlio Mário.

### Carreira em Hollywood
Apesar da união e de o esposo ser contrário aos seus sonhos de atuar como atriz, em 1927 participou do concurso "Belleza Photogênica Feminina e Varonil", patrocinado pela Fox Film no Brasil em busca de jovens com traços latinos, no qual Torá venceu a concorrente Pagu. O prêmio era ir à capital cinematográfica dos Estados Unidos e participar em filmes daquele estúdio.
Sua beleza e fotogenia fizeram com que, morando na Suíça com o esposo, recebesse uma carta do estúdio informando que ficou em primeiro lugar. O marido foi contra, mas ainda assim ela seguiu, em 1927, para os EUA.
Estreou ainda em 1927, na comédia curta-metragem The Low Neck, que sequer foi exibida no Brasil. Em 1928 atuou em pequenos papéis em filmes como Street Angel e Dry Martini.
Seu maior papel deu-se em 1929, no filme mudo The Veiled Woman (A Mulher Enigma), que também contou com música composta por outro brasileiro, Plínio de Brito, que teria sido o primeiro compositor do país a elaborar uma música especificamente para uma trilha sonora. Atuou, nesta película, no papel de Nanon, ao lado de Paul Vincenti (Pierre), Kenneth Thomson (Dr. Donald Ross) e do astro Béla Lugosi.
Com o fim do cinema mudo, sua carreira encontrou o fim, pois não dominava o idioma, embora falasse bem o espanhol e o francês, coincidindo com o rompimento de seu contrato pela Fox [carece de fontes?].
Ela então fundou sua própria companhia em 1929, intitulada Brazilian Southern Cross Productions., lançando no mesmo ano o filme mudo "The soul of a peasant", dirigido por seu próprio marido Julio de Moraes.
Em 1931, foi contratada pela Universal Pictures para gravar a comédia "Don Juan Diplomatico", então a versão em espanhol do filme americano The Boudoir Diplomat.
Encerrou a carreira hollywoodiana em 1932 com o filme "Hollywood Ciudad de Insueño", dirigido por George Crone e lançado em 1934.

### Retorno ao Brasil
Retornando ao Rio de Janeiro em 1932, compartilhou com o esposo da paixão pelas corridas automobilísticas, chegando a correr no Circuito da Gávea, voltando a usar seu nome verdadeiro. Seu esposo morreu aos 75 anos, em 1956.
Em 1971, Torá teve uma última aparição, por alguns segundos, no filme As Confissões de Frei Abóbora.

## Depoimento sobre Hollywood
Em dezembro de 1927 Torá enviou uma carta, publicada pela revista Ilustração Paranaense, na qual descrevia suas impressões nos Estados Unidos, em todos os seus aspectos: "Chegamos a 19 de Outubro em Hollywood, depois de quatro dias e meio de trem. Estamos todos cansados desta viagem, feita toda ela sem descanso" - disse, então. Mais adiante revela: "A Olive Borden é minha amiga, e eu estou até aprendendo inglês com ela. Todos os artistas são muito simpáticos, bons camaradas, e cada quinze dias dão uma reunião onde se reúnem todos (...) Não vou dizer a idade de todos os artistas que já vi, pois se tem cada decepção (...) eu falo assim para me dar ao "potin" de dizer que já estou familiarizada com as estrelas do meu tempo de fã..."

## Filmografia
| Ano  | Título                        | Personagem      |
| ---- | ----------------------------- | --------------- |
| 1971 | As Confissões de Frei Abóbora | Mãe de Paula    |
| 1932 | Soñadores de Gloria           | Rosario         |
| 1932 | Alma Camponesa                | Jovem sertaneja |
| 1931 | Hollywood, City of Dreams     | Helen Gordon    |
| 1931 | There Were Thirteen           | Sybil Conway    |
| 1931 | Don Juan Diplomatico          | Elena           |
| 1929 | The Veiled Woman              | Nanon           |
| 1929 | Making the Grade              | Outra Namorada  |
| 1929 | Mary, the Beautiful           | —               |
| 1927 | The Low Necker                | —               |